# Алексієвка (Щербактинський район)
Алексі́євка (каз. Алексеевка) — село у складі Щербактинського району Павлодарської області Казахстану. Входить до складу Александровського сільського округу.
Населення — 586 осіб (2021; 671 у 2009, 1068 у 1999, 1267 у 1989).
Національний склад станом на 1989 рік:
- росіяни — 52 %